# Simsonia brooksi
Simsonia brooksi là một loài bọ cánh cứng trong họ Elmidae. Loài này được Carter & Zeck miêu tả khoa học năm 1938.